# نيكولاس روميرو
نيكولاس روميرو (بالإسبانية: Nicolás Romero)‏ هو عسكري مكسيكي، ولد في 6 ديسمبر 1827 في ولاية هيدالغو في المكسيك، وتوفي في 11 مارس 1865 في مدينة مكسيكو في المكسيك.